# Lennart Moser
Lennart Moser (Berlín, 6 de diciembre de 1999) es un futbolista profesional alemán que juega como portero en el Kolding IF de la Primera División de Dinamarca.

## Trayectoria
Procedente del F. C. Union Berlin, club donde comenzó su andadura profesional, fue cedido al Energie Cottbus de la Regionalliga Nordost y al Círculo de Brujas de la Primera División de Bélgica.
Moser fue cedido al Austria Klagenfurt de la 2. Liga para la segunda mitad de la temporada 2020-21.
A inicios de la temporada 2022-23 fichó por el K. A. S. Eupen de Bélgica por tres temporadas. En la primera de ellas disputó 31 encuentros, pero a comienzos de la segunda llegó a un acuerdo para rescindir su contrato. Entonces estuvo sin equipo hasta que en enero se unió al Kolding IF danés.

## Clubes
| Club                        | País      | Año       |
| --------------------------- | --------- | --------- |
| F. C. Union Berlin          | Alemania  | 2019-2022 |
| Energie Cottbus (cedido)    | Alemania  | 2019-2020 |
| Círculo de Brujas (cedido)  | Bélgica   | 2020      |
| Austria Klagenfurt (cedido) | Austria   | 2021-2022 |
| K. A. S. Eupen              | Bélgica   | 2022-2023 |
| Kolding IF                  | Dinamarca | 2024-     |